# Banner Roll-up
Un Banner Roll-up este un sistem expozițional portabil, alcătuit dintr-o casetă de aluminiu în care este rulată o pânză din polipropilenă, personalizată și pretensionată, cu picioare de susținere rabatabile și o tijă de aluminiu pentru fixare în poziție desfășurată. 
Sistemul retractabil al roll-up-ului de tragere a printului în casetă asigură atât protecția printului cât și un montaj ușor și rapid. Standul strâns are o portabilitate ridicată, fiind folosit cu precădere pentru expoziții, evenimente, prezentări etc.